# Dietmar Lorenz
Pour les articles homonymes, voir Lorenz.
Dietmar Lorenz, né le 23 septembre 1950 à Langenbuch et mort le 8 septembre 2021, est un judoka est-allemand. Il est sacré champion olympique toutes catégories en 1980 à Moscou et médaillé de bronze en moins de 95 kg lors de la même édition.

## Palmarès
| Année | Compétition           | Lieu         | Résultat | Catégorie         |
| ----- | --------------------- | ------------ | -------- | ----------------- |
| 1973  | Championnats d'Europe | Madrid       | 3e       | Toutes catégories |
| 1973  | Championnats du monde | Lausanne     | 3e       | Moins de 93 kg    |
| 1974  | Championnats d'Europe | Londres      | 3e       | Moins de 93 kg    |
| 1975  | Championnats d'Europe | Lyon         | 1er      | Moins de 93 kg    |
| 1975  | Championnats du monde | Vienne       | 3e       | Toutes catégories |
| 1977  | Championnats d'Europe | Ludwigshafen | 1er      | Moins de 95 kg    |
| 1978  | Championnats d'Europe | Helsinki     | 1er      | Moins de 95 kg    |
| 1978  | Championnats d'Europe | Helsinki     | 1er      | Toutes catégories |
| 1980  | Championnats d'Europe | Vienne       | 2e       | Moins de 95 kg    |
| 1980  | Jeux olympiques       | Moscou       | 1er      | Toutes catégories |
| 1980  | Jeux olympiques       | Moscou       | 3e       | Moins de 95 kg    |